# Timothy Kopra
Timothy Lennart Kopra (nacido el 9 de abril de 1963) es un Coronel del Ejército de los Estados Unidos y astronauta de la NASA. Él sirvió a bordo de la Estación Espacial Internacional como ingeniero de vuelo para la Expedición 20, regresando a la Tierra a bordo del transbordador espacial Discovery  en la misión STS-128 el 11 de septiembre de 2009.

## Personal
Kopra nació en Austin, Texas. Kopra está casado con Aurora Kaye Lehman de Lewisburg (Kentucky), y tienen dos hijos, Matthew y Jacqueline. Su madre, Martha A. Kopra, reside en Austin, Texas. Su padre, el Dr. Lennart L. Kopra, murió el 8 de diciembre de 1998. Él es de ascendencia finlandesa en el lado de su padre. Su abuelo, Antti Kopra, nacido en Laavola , Valkjärvi, Karelia , y su abuela, Ester Elisabet Saksinen, nacida en Helsinki, salieron de Finlandia en 1914, emigraron a los Estados Unidos. El padre de Kopra habló Finés, pero Tim no habla el idioma.

## Educación
- Escuela Secundaria McCallum, Austin, Texas, 1981 .
- Bachelor of Science, Academia Militar de los Estados Unidos, West Point, Nueva York, 1985.
- Master of Science de Ingeniería Aeroespacial, Instituto de Tecnología de Georgia, 1995.
- Maestría en Estudios Estratégicos, United States Army War College, 2006.

## Organizaciones
- Sociedad de Pilotos de Pruebas Experimentales ;
- Asociación de Aviación del Ejército de los Estados Unidos ;
- AHS International ;
- Graduados Asociación de la Academia Militar de los Estados Unidos de  ;
- Sociedad de West Point of Greater Houston;
- Phi Kappa Phi .

## Premios y honores
- Premio Empire Escuela de Pilotos de Prueba a la mejor tesis de prueba del Desarrollo, Clase 110, Prueba Naval Escuela de Pilotos de los EE.UU. (1996),
- Plata y Bronce Orden de San Miguel, Premio de Aviación del Ejército (2009, 1999),
- Galardonado con la Estrella de Bronce, dos Medalla de Servicio Meritorio, Medalla Aérea, Medalla del Ejército de Encomio, Medalla Ejército de Logro, Medalla de vuelo espacial de la NASA, Medalla de Servicio Distinguido de la NASA, y varios otros premios de servicio.

## Carrera militar
Kopra recibió su comisión como un Teniente Segundo de la Academia Militar de EE.UU. en mayo de 1985 y fue designado como Aviador del ejército en agosto de 1986. Luego completó una misión de tres años en el Fort Campbell, Kentucky, donde se desempeñó como jefe de pelotón AeroScout, oficial ejecutivo de la tropa, y ayudante del escuadrón en la Airborne, escuadrón de caballería. En 1990, fue asignado a la 3 ª División Blindada de Hanau,, Alemania, y fue enviado a Oriente Medio en apoyo de la Operación Escudo del Desierto y Tormenta del Desierto. Él terminó su gira por Alemania como comandante de la compañía de helicópteros de ataque y oficial de operaciones. Kopra se retiró del Ejército de los EE.UU. en noviembre de 2010.

## Carrera NASA

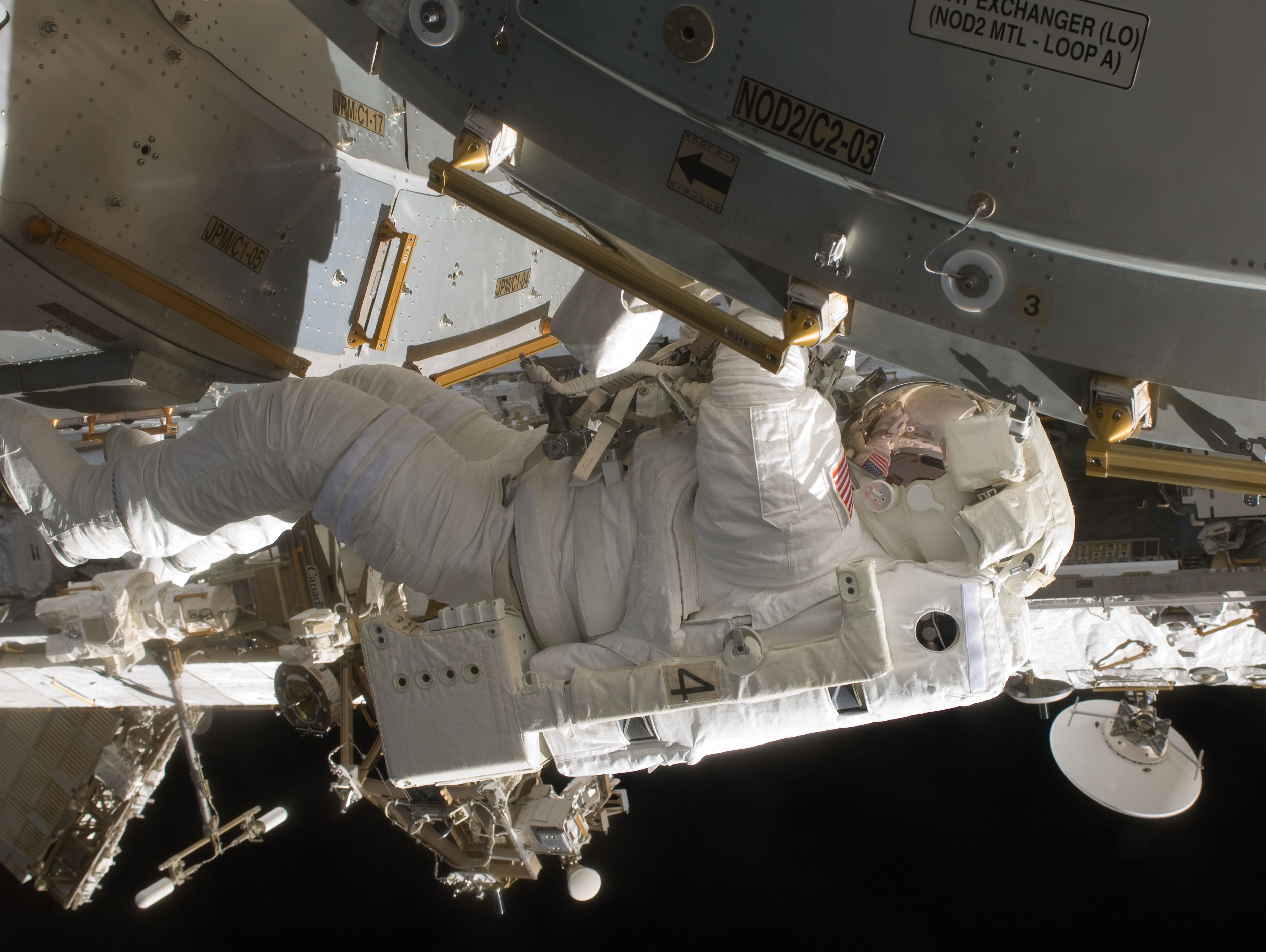
Kopra haciendo una caminata espacial durante la misión STS-127.

Kopra fue asignado a la NASA en el Centro Espacial Johnson en septiembre de 1998 como ingeniero de pruebas de integración del vehículo. En esta posición, se desempeñó principalmente como un enlace de ingeniería para las operaciones de lanzamiento del transbordador espacial y pruebas de hardware de la Estación Espacial Internacional. Tuvo una activa participación en las pruebas del contratista de la actividad extravehicular (EVA) de interfaces para cada uno de los segmentos del braguero de la estación espacial .
Seleccionado como especialista de misión de la NASA en julio de 2000, informó Kopra para Candidato a Astronauta del Entrenamiento del mes siguiente. Luego completó los dos primeros años de uso intensivo del transbordador espacial y la formación de la ISS, reuniones científicas y técnicas, y la instrucción de vuelo del T-38. Kopra también fue asignado funciones técnicas en la Estación Espacial Rama de la Oficina de Astronautas, donde su objetivo principal era la prueba de las interfaces de la tripulación de la ISS dos módulos futuros, así como la aplicación de las computadoras y de apoyo operativo de red de área local en la Estación Espacial Internacional.
En septiembre de 2006, Kopra sirvió como acuanauta en el  laboratorio submarino NEEMO 11 misión a bordo de la Aquarius, vivió y trabajó bajo el agua durante siete días.
Kopra gastó un poco menos de 60 días como Ingeniero de Vuelo de la Expedición 20 en la ISS , que llega a bordo a la estación a bordo del transbordador espacial Endeavour  en la misión STS-127 y regresó a la Tierra a bordo del transbordador espacial Discovery en la misión STS-128. Participó en la primera caminata espacial de la misión STS-127.
Kopra fue asignado a volar en la STS-133, el último vuelo del Discovery. Perdió esa tarea cuando fue herido en un accidente de bicicleta, posiblemente rompió su cadera. Fue reemplazado por Stephen G. Bowen.

## Condecoraciones
| Cinta | Descripción                                | Notas                        |
|       | Estrella de Bronce                         |                              |
|       | Medalla al Servicio Meritorio              | con Hojas de roble           |
|       | Medalla Aérea                              |                              |
|       | Medalla de Recomendación del Ejército      |                              |
|       | Medalla de Logro del Ejército              |                              |
|       | Medalla de Servicio en la Defensa Nacional | con una Estrella de servicio |
|       | Medalla de Servicio del Sudoeste de Asia   |                              |
|       | Cinta de servicio del Ejército             |                              |
|       | Cinta de servicio de Ultramar              |                              |
|       | Medalla de Servicio Distinguido de la NASA |                              |
|       | Medalla de Vuelo Espacial de la NASA       |                              |